# Павлодарская областная универсальная научная библиотека имени С. Торайгырова
Павлодарская областная универсальная научная библиотека имени С. Торайгырова — основная библиотека Павлодара и Павлодарской области, представляется ключевым книгохранилищем, депозитарием краеведческих документов.

## История
В 1892 году, после заключения муниципальной думы на пожертвования коммерсанта Дерова А. И. и прочих меценатов города была построена «городская общественная библиотека с безвозмездной читальней, умещающаяся в личном доме». Представители фонда собирались на благотворительных вечерах для сбора средств на содержание библиотеки.
К 1896 году она приобрела название уездной. В дальнейшем эта дата стала считаться годом основания библиотеки. В этот период времени ресурс библиотеки начислял в то время 5475 экземпляров книг и журналов.
В 1920 году, после принятия декрета «О централизации библиотечного обстоятельства в РСФСР» библиотека была переброшена на бюджетное финансирование, позволившее ей увеличить свой ресурс и скомплектовать 10 передвижных библиотек по всей области с фондом 3500 экземпляров.
С 1929 года уездная библиотека стала окружной, а с 1932 года — районной. В 1938 году, в связи с образованием Павлодарской области, она получила статус областной библиотеки.
С 1937 по 2015 годы районной, а затем областной библиотекой заведовали: Байдильдин Т. (1937—1938), Ветрова В. П. (1938—1939), Иванова И. (1939—1940), Коваленко А. А. (1940—1941), Рыжко Е. В. (1941—1943), Фатфуллина М. О. (1943—1947), Бурилов И. Д. (1947—1956), Айзенберг И. И., Кирисова С. Ф., Шаманина Л. З. (1959—1965), Лямзина Л. С. (1965—1978), Грезина Л. М. (1978—1985), Жиенбаева М. А. (1988—2015). С 2015 года по настоящее время библиотекой заведует Шахметова Ш. Б..
В 1951 году ОУНБ стал пользователем библиотеки им. Ленина и заработал после МБА 11 книг. Впервые был сконструирован порядок предложения методической поддержки областным и городским библиотекам, проведен семинар в городских, ведомственных, школьных и партийных библиотек КССР.
В 1959—1996 гг. библиотека носила название знаменитого советского писателя Николая Островского. В 1996 году областной библиотеке присвоено имя казахского поэта Султанмахмута Торайгырова.
В 1988 году, по приказу Министерства культуры Казахской ССР, первыми в республике павлодарские областные — универсальная, юношеская и детская библиотеки объединились и стали самой крупнейшей в регионе — Областной Объединённой Универсальной Научной Библиотекой (ООУНБ).
До 1996 года областная библиотека располагалась в 5 помещениях, раскиданных в разных частях города, было недостаточно мест в единственном читальном зале, книги складировались в книгохранении, что затрудняло работу библиотеки.
При праздновании 100-летия библиотека была перенесена на место сегодняшнего здания, находящегося на углу пересечения улиц Сатпаева и Каирбаева, вблизи акимата г. Павлодар.